# Acridocarpus
Acridocarpus nom. cons., biljni rod iz porodice malpigijevke. Postoji tridesetak priznatih vrsta, poglavito u suptropskim i tropskim krajevima Afrike, uključujući Madagaskar, te neke vrste van Afrike,  Acridocarpus socotranus (Socotra), A. orientalis iz Somalije i Omana i A. austrocaledonicus, s Nove Kaledonije.
Tipična je A. plagiopterus Guill. & Perr..

## Vrste
1. Acridocarpus adenophorus A.Juss.
2. Acridocarpus alopecurus Sprague
3. Acridocarpus alternifolius (Schumach. & Thonn.) Nied.
4. Acridocarpus austrocaledonicus Baill.
5. Acridocarpus ballyi Launert
6. Acridocarpus camerunensis Nied.
7. Acridocarpus chevalieri Sprague
8. Acridocarpus chloropterus Oliv.
9. Acridocarpus congestus Launert
10. Acridocarpus congolensis Sprague
11. Acridocarpus excelsus A.Juss.
12. Acridocarpus glaucescens Engl.
13. Acridocarpus humbertii Arènes
14. Acridocarpus humblotii Baill.
15. Acridocarpus katangensis De Wild.
16. Acridocarpus longifolius (G.Don) Hook.f.
17. Acridocarpus macrocalyx Engl.
18. Acridocarpus mayumbensis Gonç. & E.Launert
19. Acridocarpus monodii Arènes & P.Jaeger ex Birnbaum & J.Florence
20. Acridocarpus natalitius A.Juss.
21. Acridocarpus oppositifolius R.Vig. & Humbert ex Arènes
22. Acridocarpus orientalis A.Juss.
23. Acridocarpus pauciglandulosus Launert
24. Acridocarpus perrieri Ames
25. Acridocarpus plagiopterus Guill. & Perr.
26. Acridocarpus prasinus Exell
27. Acridocarpus scheffleri Engl.
28. Acridocarpus smeathmanii (DC.) Guill. & Perr.
29. Acridocarpus socotranus Oliv.
30. Acridocarpus spectabilis (Nied.) Doorn-Hoekm.
31. Acridocarpus staudtii (Engl.) Engl. ex Hutch. & Dalziel
32. Acridocarpus taitensis Mwadime, Ngumbau & Q.Luke
33. Acridocarpus ugandensis Sprague
34. Acridocarpus vanderystii R.Wilczek
35. Acridocarpus vivy Arènes
36. Acridocarpus zanzibaricus A.Juss.